# Heinz Werner (Fußballspieler, 1916)
Heinz Werner (* 12. April 1916 in Riesa; † unbekannt) war ein deutscher Fußballspieler und wirkte ab 1953 als Fußballtrainer in der DDR.

## Karriere
Werner begann mit zwölf Jahren organisiert Fußball zu spielen. Zunächst spielte er als Torhüter beim Arbeitersport, später schloss er sich dem Riesaer SV an. Bei dessen Nachfolger, der BSG Stahlwerk Riesa, spielte er noch bis 1953 und wurde mehrfach in die Landesauswahl Sachsens berufen.
Von 1953 bis 1954 absolvierte Werner einen Trainerlehrgang an der Leipziger Sporthochschule DHfK. Ab Januar 1956 übernahm er das Training der in der drittklassigen II. DDR-Liga spielenden Mannschaft von Dynamo Dresden. Schon nach Abschluss der Hinrunde wechselte er zur Dresdner BSG Lokomotive Dresden, mit der er am Ende der Saison von der viertklassigen Bezirksliga in die Bezirksklasse abstieg.
Daraufhin nahm Werner erneut einen Wechsel vor und trainierte von 1957 bis 1961 die Reservemannschaft des 1957 für ein Jahr in der DDR-Oberliga spielenden SC Motor Karl-Marx-Stadt. Nebenbei absolvierte er ein Trainer-Fachschulfernstudium, das er 1961 mit der Note „gut“ abschloss. Von 1962 bis 1963 betreute er die Auswahlmannschaft des DDR-Bezirkes Karl-Marx-Stadt, mit der er 1963 den Pokal für Bezirksauswahlmannschaften gewann. Am 1. September 1965 wurde er zum Cheftrainer der Oberligamannschaft der BSG Motor Zwickau berufen. Dieses Engagement dauerte jedoch nur ein Jahr. Weitere Trainerstationen im höherklassigen Fußball sind nicht bekannt.